# 大正駅 (大阪府)
大正駅（たいしょうえき）は、大阪府大阪市大正区三軒家東一丁目および同区三軒家西一丁目にある、西日本旅客鉄道（JR西日本）・大阪市高速電気軌道（Osaka Metro）の駅である。駅番号は、JR西日本がJR-O16、Osaka MetroがN11。
大正区唯一の駅。JR西日本大阪環状線と、当駅を起点とするOsaka Metro長堀鶴見緑地線との乗換駅となっている。

## 歴史
現在の大阪環状線のうち境川信号場 - 今宮駅間は、関西本線貨物支線（大阪臨港線）として1928年（昭和3年）に開通していた区間だが、旅客線化は33年後の大阪環状線成立時である。それまでの大正区付近の足は大阪市の公営渡船・大阪市電・大阪市バスだけであった。

### 年表
- 1961年（昭和36年）4月25日：日本国有鉄道の西九条駅 - 境川信号場間開業による大阪環状線成立に合わせ、同線の大正駅が境川信号場 - 天王寺駅間に新設開業[1]。
- 1987年（昭和62年）4月1日：国鉄分割民営化により西日本旅客鉄道（JR西日本）の駅となる[1]。
- 1997年（平成9年）
  - 3月1日：JR西日本の駅がリニューアルされ、自動改札機と内外両ホームに車いす対応エスカレーターを設置[2]。
  - 8月29日：大阪市営地下鉄長堀鶴見緑地線の大正駅が開業[3]。
- 2003年（平成15年）11月1日：JR西日本でICカード「ICOCA」の利用が可能となる[4]。
- 2009年（平成21年）10月4日：大阪環状・大和路線運行管理システム導入。
- 2010年（平成22年）7月：大阪市営地下鉄で可動式ホーム柵の使用を開始[5]。
- 2011年（平成23年）3月12日：ダイヤ改正に伴い、JR西日本の快速列車停車駅になる[6]。エレベーターが設置された。
- 2015年（平成27年）3月22日：JR西日本に発車メロディを導入。曲は沖縄民謡の「てぃんさぐぬ花」。
- 2018年（平成30年）
  - 3月17日：JR西日本に駅ナンバリングが導入され、使用を開始する。
  - 4月1日：大阪市交通局の民営化により、長堀鶴見緑地線の駅は大阪市高速電気軌道（Osaka Metro）の駅となる。
- 2025年（令和7年）
  - 1月31日：みどりの窓口の営業を終了[7]。
  - 2月1日：みどりの券売機プラスを導入[7]。

## JR西日本
相対式ホーム2面2線を有する高架駅で、分岐器や絶対信号機がない停留所に分類される。改札口は1階にあり、コンコースの中央に設けられている駅務室を挟んで2か所にある。
2011年3月12日に行われたダイヤ改正により、全ての快速列車が停車する駅となった。それ以前は、関空/紀州路快速および大和路快速は当駅を通過していたが、京セラドームでのイベント開催時に臨時停車することがあった。
新今宮駅が管理する直営駅であり、アーバンネットワークエリアに入っている。また、JRグループの特定都区市内制度における「大阪市内」に属する駅である。また、ICOCAの利用が可能である（相互利用対象ICカードはICOCAの項を参照）。

### のりば

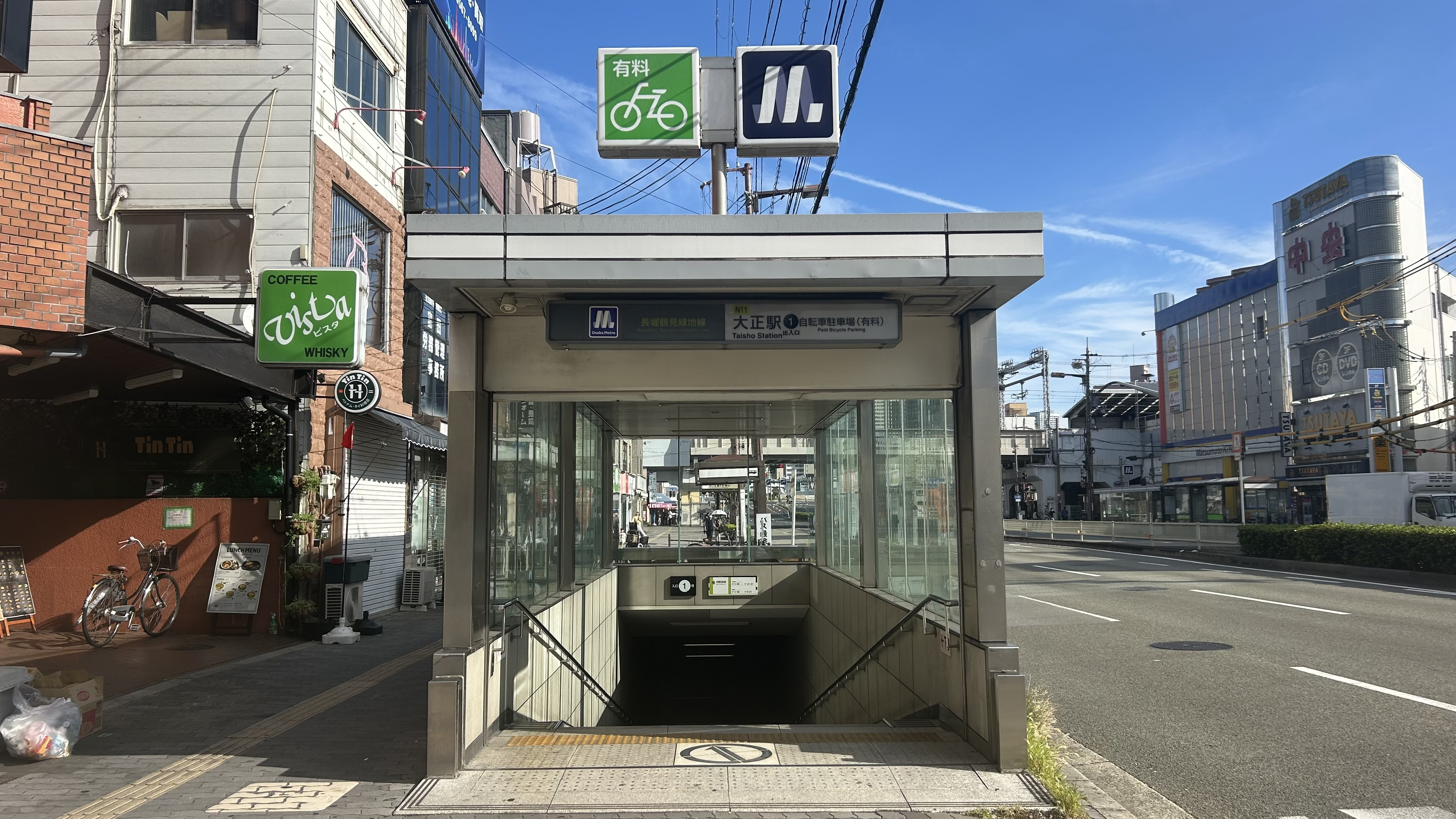
1号出入口
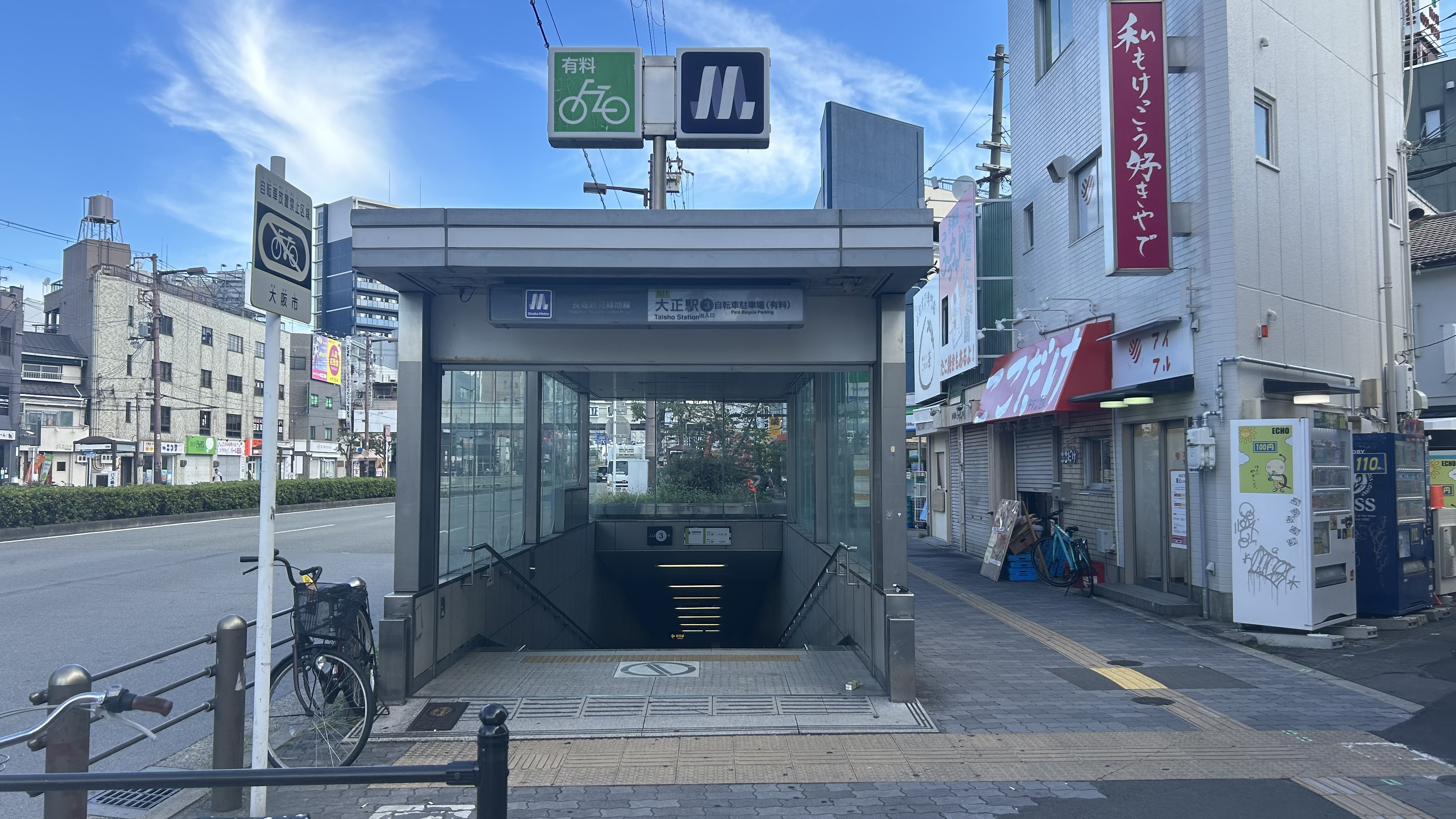
3号出入口
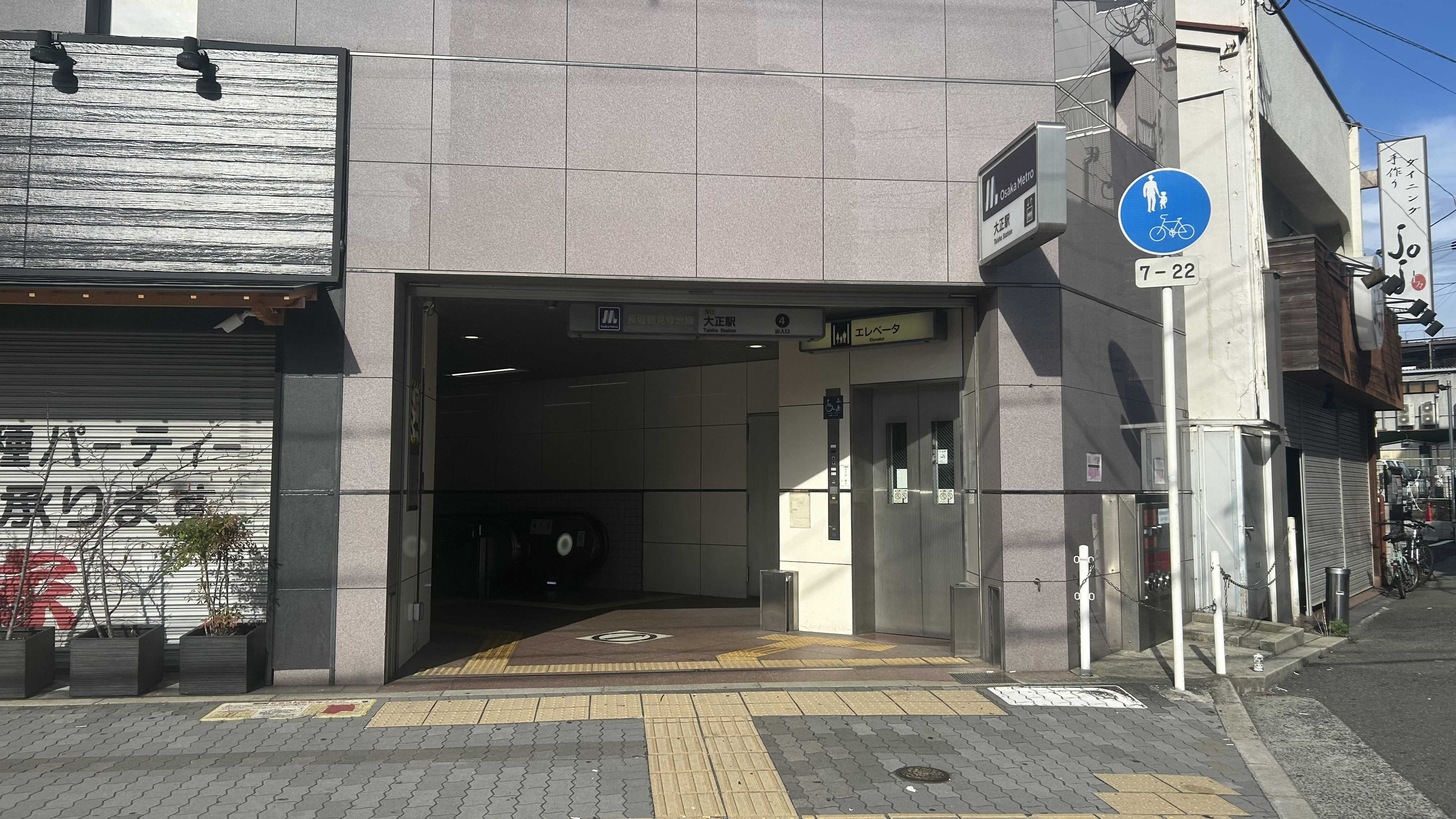
4号出入口
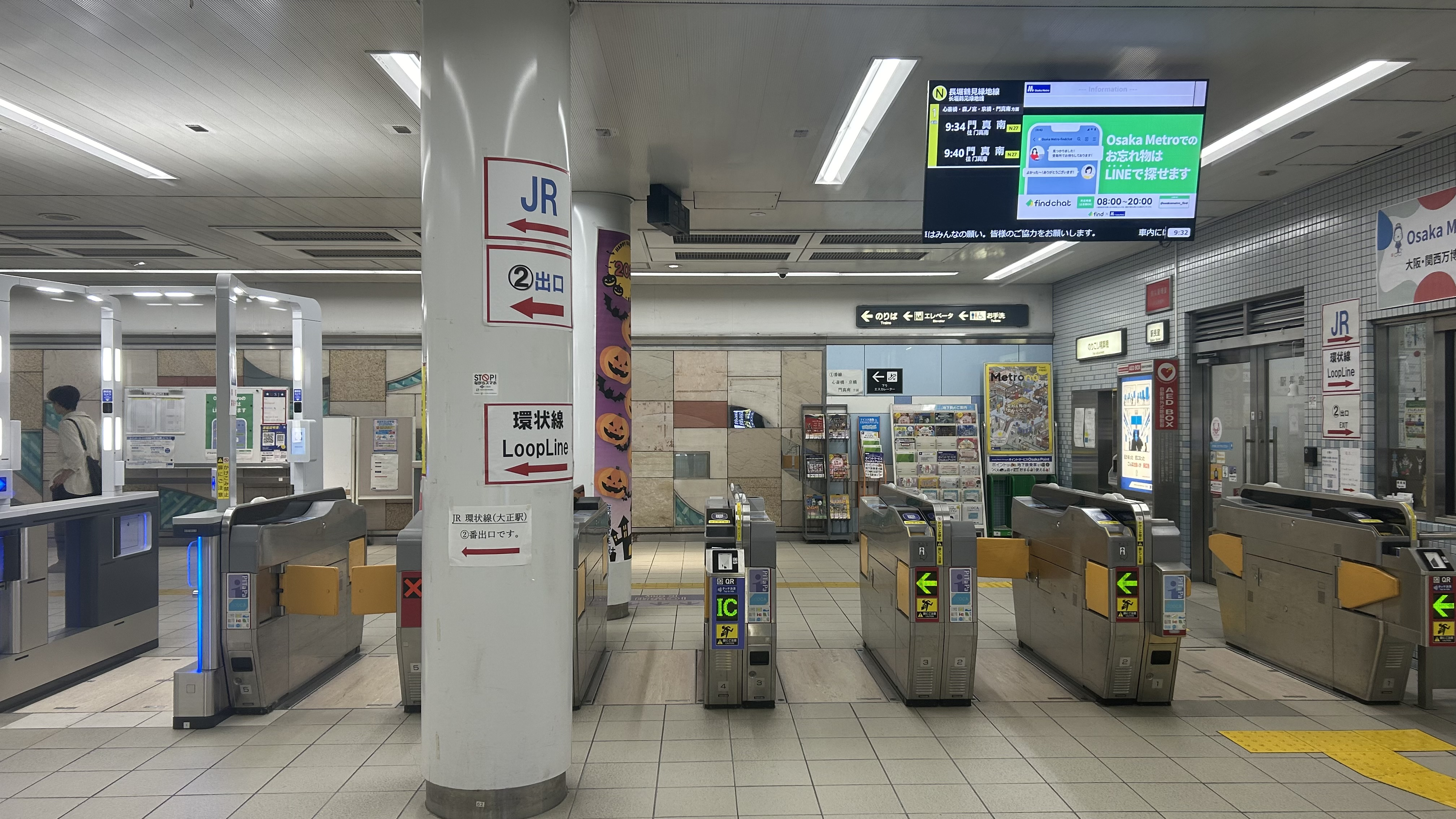
改札口
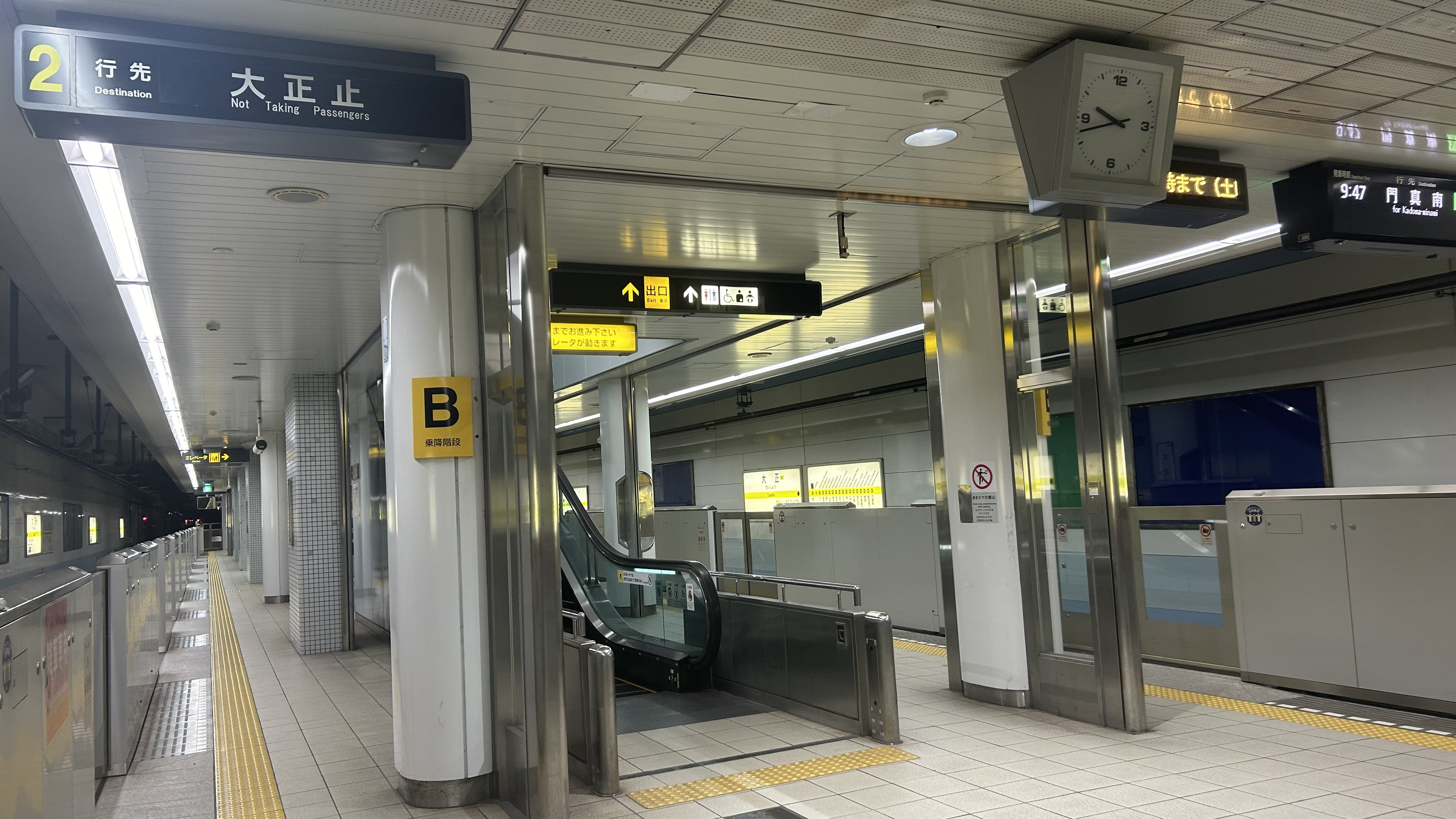
ホーム

| のりば | 路線       | 方向   | 行先                     |
| ------ | ---------- | ------ | ------------------------ |
| 1      | 大阪環状線 | 内回り | 新今宮・天王寺・鶴橋方面 |
| 2      | 大阪環状線 | 外回り | 西九条・大阪方面         |

#### 付記事項
- 長らくのりば番号が存在しなかったが、2006年10月中にのりば番号が付与された。
- 1997年の大阪ドーム（現:京セラドーム大阪）完成にあわせてJR西日本の駅の中では、1997年3月から自動改札機「Jスルー」が導入されていた[10][11]。かつてホームの壁には『大阪ドーム最寄り駅』[12]と表記された看板があったが、現在は撤去されている。[13]

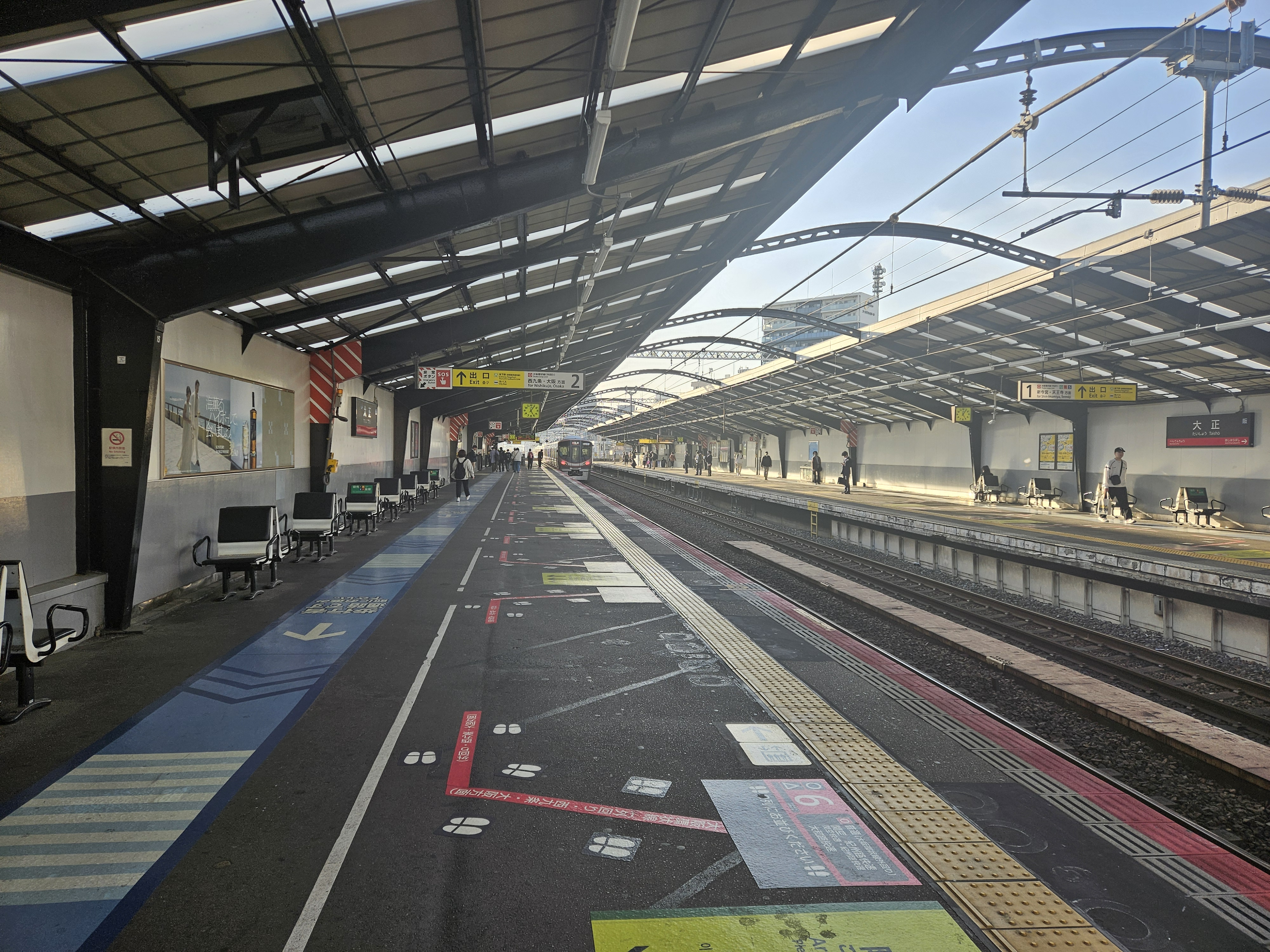
プラットホーム（2025年4月）
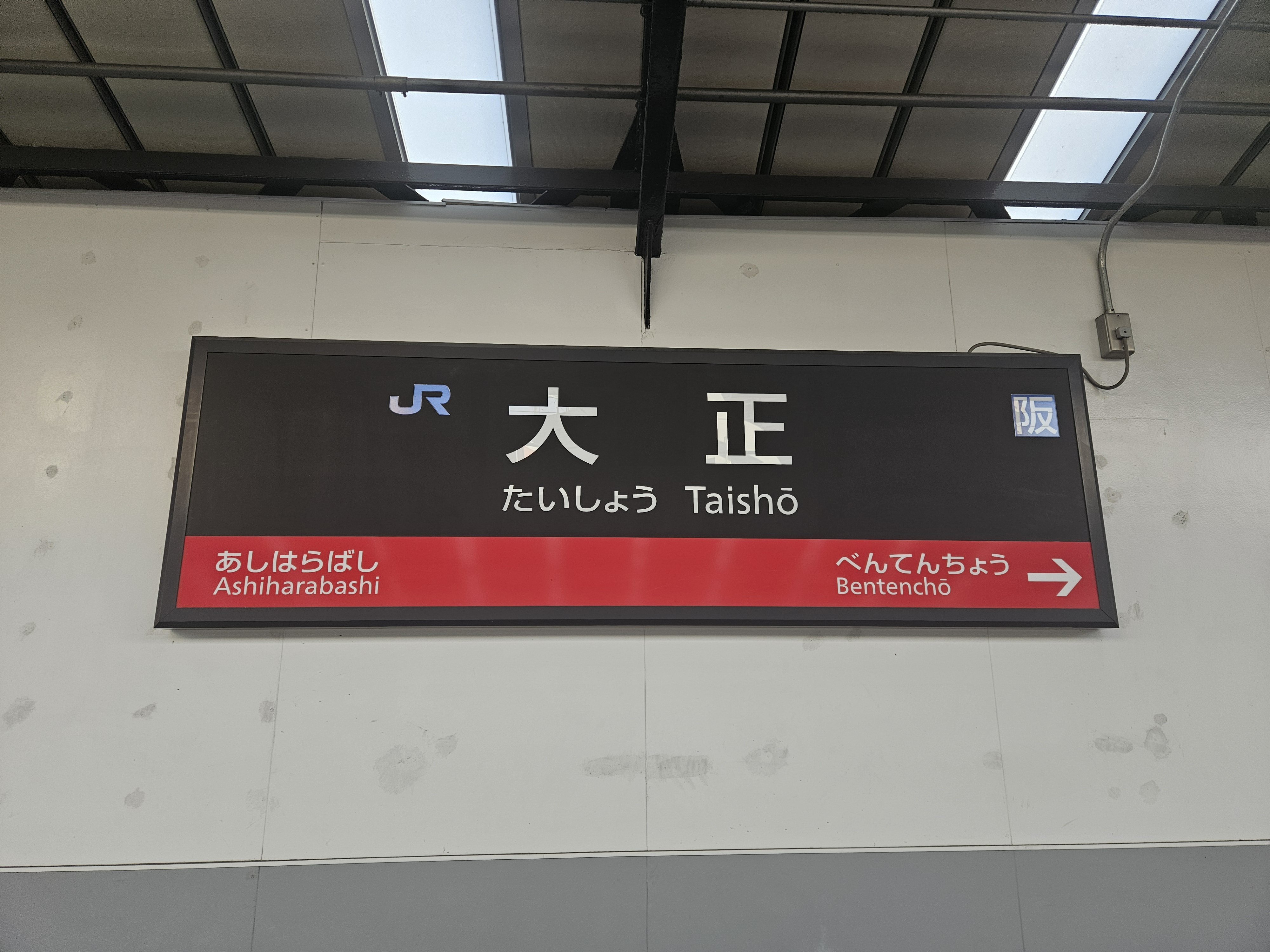
JR駅名標（2025年4月）

### 発車メロディ
「大阪環状線改造プロジェクト」の一環として、2015年3月22日から沖縄民謡の「てぃんさぐぬ花」が発車メロディとして使用されている。当駅周辺には沖縄県からの移住者が多く住んでおり、沖縄文化色の濃いまちのイメージに因んでいる。

## 大阪市高速電気軌道（Osaka Metro）
島式ホーム1面2線を持つ地下駅。改札口は心斎橋寄りの1か所のみである。駅のデザインテーマは、川に囲まれた大正区を表す「川面の交歓（かわものこうかん）」。長堀鶴見緑地線は将来鶴町方面へ延伸の予定が大阪市交通局より示されている。
この駅での列車折り返しは、地盤などの理由から駅直前まで単線シールドトンネルになっているため引き上げ線方式となっている。到着した上り列車は2番線に入線して乗客を降ろした後、その先にある3本の引き上げ線にて折り返しを行い、門真南方面行きとして1番線に入線する。なお、かつて同じ方式だったコスモスクエア駅とは異なり、2番線の駅名標にも次駅名が書かれている。
当駅はドーム前千代崎管区駅に所属しており、同管区駅長が当駅・西大橋駅・ドーム前千代崎駅を管轄する。

### のりば
| 番線 | 路線           | 行先                             |
| ---- | -------------- | -------------------------------- |
| 1    | 長堀鶴見緑地線 | 心斎橋・森ノ宮・京橋・門真南方面 |
| 2    | 長堀鶴見緑地線 | 降車専用ホーム                   |

- 1号出入口
- 3号出入口
- 4号出入口
- 改札口
- ホーム

### 出口
| 出口番号 | 出口周辺                                                     | 備考             |
| -------- | ------------------------------------------------------------ | ---------------- |
| 1        |                                                              |                  |
| 2        | JR環状線大正駅                                               |                  |
| 3        | 大正郵便局                                                   |                  |
| 4        | 京セラドーム大阪・Osaka Metro本社ビル 大阪市消防局・西消防署 | エレベーターあり |

## 利用状況

### JR西日本
2023年（令和5年）度の1日平均乗車人員は23,473人である。JR西日本全線では芦屋駅に次ぐ33位。
各年度の1日平均乗車人員は下表の通り。
| 年度               | 1日平均 乗車人員 | 増減率 | 順位 | 定期利用状況 | 定期利用状況 | 出典            | 出典          |
| 年度               | 1日平均 乗車人員 | 増減率 | 順位 | 1日平均      | 定期率       | JR西日本        | 大阪府        |
| ------------------ | ---------------- | ------ | ---- | ------------ | ------------ | --------------- | ------------- |
| 1988年（昭和63年） | 28,130           |        |      | 19,708       | 70.1%        |                 | [ 大阪府 1 ]  |
| 1989年（平成元年） | 27,920           | -0.7%  |      | 19,488       | 69.8%        |                 | [ 大阪府 1 ]  |
| 1990年（平成02年） | 28,388           | 1.7%   |      | 19,954       | 70.3%        |                 | [ 大阪府 2 ]  |
| 1991年（平成03年） | 28,894           | 1.8%   |      | 20,447       | 70.8%        |                 | [ 大阪府 3 ]  |
| 1992年（平成04年） | 28,883           | -0.0%  |      | 20,557       | 71.2%        |                 | [ 大阪府 4 ]  |
| 1993年（平成05年） | 28,853           | -0.1%  |      | 20,444       | 70.9%        |                 | [ 大阪府 5 ]  |
| 1994年（平成06年） | 28,430           | -1.5%  |      | 20,063       | 70.6%        |                 | [ 大阪府 6 ]  |
| 1995年（平成07年） | 28,971           | 1.9%   |      | 20,039       | 69.2%        |                 | [ 大阪府 7 ]  |
| 1996年（平成08年） | 29,879           | 3.1%   |      | 19,606       | 65.6%        |                 | [ 大阪府 8 ]  |
| 1997年（平成09年） | 33,313           | 11.5%  |      | 19,171       | 57.5%        |                 | [ 大阪府 9 ]  |
| 1998年（平成10年） | 27,772           | -16.6% |      | 17,485       | 63.0%        |                 | [ 大阪府 10 ] |
| 1999年（平成11年） | 26,379           | -5.0%  |      | 16,417       | 62.2%        |                 | [ 大阪府 11 ] |
| 2000年（平成12年） | 25,258           | -4.2%  |      | 15,646       | 62.0%        |                 | [ 大阪府 12 ] |
| 2001年（平成13年） | 25,234           | -0.1%  |      | 15,189       | 60.2%        |                 | [ 大阪府 13 ] |
| 2002年（平成14年） | 24,084           | -4.6%  |      | 14,788       | 61.4%        |                 | [ 大阪府 14 ] |
| 2003年（平成15年） | 23,546           | -2.2%  |      | 14,657       | 62.2%        |                 | [ 大阪府 15 ] |
| 2004年（平成16年） | 23,105           | -1.9%  |      | 14,574       | 63.1%        |                 | [ 大阪府 16 ] |
| 2005年（平成17年） | 23,250           | 0.6%   |      | 14,709       | 63.3%        |                 | [ 大阪府 17 ] |
| 2006年（平成18年） | 23,320           | 0.3%   |      | 14,668       | 62.9%        |                 | [ 大阪府 18 ] |
| 2007年（平成19年） | 23,061           | -1.1%  |      | 14,705       | 63.8%        |                 | [ 大阪府 19 ] |
| 2008年（平成20年） | 23,732           | 2.9%   |      | 14,706       | 62.0%        |                 | [ 大阪府 20 ] |
| 2009年（平成21年） | 20,969           | -11.6% |      | 13,599       | 64.9%        |                 | [ 大阪府 21 ] |
| 2010年（平成22年） | 20,299           | -3.2%  |      | 13,175       | 64.9%        |                 | [ 大阪府 22 ] |
| 2011年（平成23年） | 21,242           | 4.6%   |      | 13,149       | 61.9%        |                 | [ 大阪府 23 ] |
| 2012年（平成24年） | 21,569           | 1.5%   |      | 13,103       | 60.7%        |                 | [ 大阪府 24 ] |
| 2013年（平成25年） | 22,297           | 3.4%   | 44位 | 13,433       | 60.2%        | [ JR西日本 1 ]  | [ 大阪府 25 ] |
| 2014年（平成26年） | 22,891           | 2.7%   | 43位 | 13,429       | 58.7%        | [ JR西日本 2 ]  | [ 大阪府 26 ] |
| 2015年（平成27年） | 23,592           | 3.1%   | 43位 | 13,744       | 58.3%        | [ JR西日本 3 ]  | [ 大阪府 27 ] |
| 2016年（平成28年） | 23,838           | 1.0%   | 42位 | 13,779       | 57.8%        | [ JR西日本 4 ]  | [ 大阪府 28 ] |
| 2017年（平成29年） | 24,292           | 1.9%   | 41位 | 13,882       | 57.1%        | [ JR西日本 5 ]  | [ 大阪府 29 ] |
| 2018年（平成30年） | 24,776           | 2.0%   | 38位 | 13,963       | 56.4%        | [ JR西日本 6 ]  | [ 大阪府 30 ] |
| 2019年（令和元年） | 25,357           | 2.3%   | 34位 | 14,285       | 56.3%        | [ JR西日本 7 ]  | [ 大阪府 31 ] |
| 2020年（令和02年） | 17,983           | -29.1% | 44位 | 12,587       | 70.0%        | [ JR西日本 8 ]  | [ 大阪府 32 ] |
| 2021年（令和03年） | 18,824           | 4.7%   | 43位 | 12,526       | 66.5%        | [ JR西日本 9 ]  | [ 大阪府 33 ] |
| 2022年（令和04年） | 22,494           | 19.5%  | 34位 | 12,802       | 56.9%        | [ JR西日本 10 ] | [ 大阪府 34 ] |
| 2023年（令和05年） | 23,473           | 4.4%   | 33位 | 12,915       | 55.0%        | [ JR西日本 11 ] | [ 大阪府 35 ] |

### Osaka Metro
2024年11月12日の1日乗降人員は11,485人（乗車人員：6,418人、降車人員：5,067人）であり、長堀鶴見緑地線の駅では17駅中13位（他地下鉄路線と接続しない駅では7位）。
各年度の特定日における利用状況は下表の通りである。
| 年度               | 調査日   | 乗車人員 | 降車人員 | 乗降人員 | 出典          | 出典          |
| 年度               | 調査日   | 乗車人員 | 降車人員 | 乗降人員 | メトロ        | 大阪府        |
| ------------------ | -------- | -------- | -------- | -------- | ------------- | ------------- |
| 1998年（平成10年） | 11月10日 | 4,955    | 3,767    | 8,722    |               | [ 大阪府 10 ] |
| 2007年（平成19年） | 11月13日 | 5,851    | 4,944    | 10,795   |               | [ 大阪府 19 ] |
| 2008年（平成20年） | 11月11日 | 6,037    | 5,154    | 11,191   |               | [ 大阪府 20 ] |
| 2009年（平成21年） | 11月10日 | 5,909    | 4,980    | 10,889   |               | [ 大阪府 21 ] |
| 2010年（平成22年） | 11月09日 | 5,723    | 4,814    | 10,537   |               | [ 大阪府 22 ] |
| 2011年（平成23年） | 11月08日 | 5,690    | 4,796    | 10,486   |               | [ 大阪府 23 ] |
| 2012年（平成24年） | 11月13日 | 5,901    | 5,086    | 10,987   |               | [ 大阪府 24 ] |
| 2013年（平成25年） | 11月19日 | 5,720    | 4,766    | 10,486   | [ メトロ 1 ]  | [ 大阪府 25 ] |
| 2014年（平成26年） | 11月11日 | 5,893    | 4,992    | 10,885   | [ メトロ 2 ]  | [ 大阪府 26 ] |
| 2015年（平成27年） | 11月17日 | 6,232    | 5,320    | 11,552   | [ メトロ 3 ]  | [ 大阪府 27 ] |
| 2016年（平成28年） | 11月08日 | 6,334    | 5,263    | 11,597   | [ メトロ 4 ]  | [ 大阪府 28 ] |
| 2017年（平成29年） | 11月14日 | 6,519    | 5,287    | 11,806   | [ メトロ 5 ]  | [ 大阪府 29 ] |
| 2018年（平成30年） | 11月13日 | 6,471    | 5,285    | 11,756   | [ メトロ 6 ]  | [ 大阪府 30 ] |
| 2019年（令和元年） | 11月12日 | 6,469    | 5,281    | 11,750   | [ メトロ 7 ]  | [ 大阪府 31 ] |
| 2020年（令和02年） | 11月10日 | 5,662    | 4,525    | 10,187   | [ メトロ 8 ]  | [ 大阪府 32 ] |
| 2021年（令和03年） | 11月16日 | 5,631    | 4,485    | 10,116   | [ メトロ 9 ]  | [ 大阪府 33 ] |
| 2022年（令和04年） | 11月15日 | 5,805    | 4,785    | 10,590   | [ メトロ 10 ] | [ 大阪府 34 ] |
| 2023年（令和05年） | 11月07日 | 5,942    | 4,792    | 10,734   | [ メトロ 11 ] | [ 大阪府 35 ] |
| 2024年（令和06年） | 11月12日 | 6,418    | 5,067    | 11,485   | [ メトロ 12 ] |               |

## 駅周辺

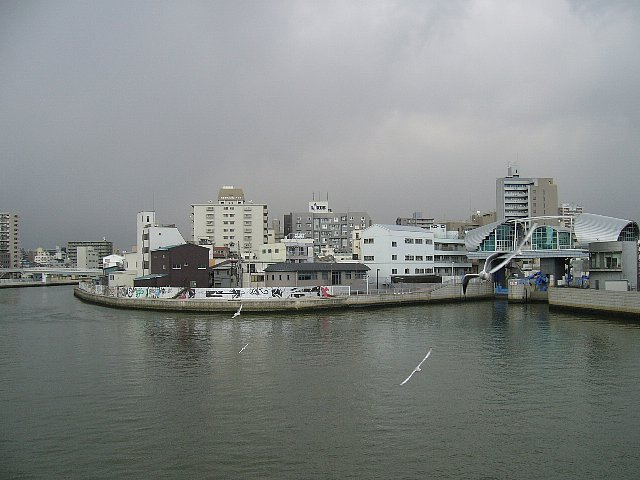
木津川と道頓堀川の合流（大正橋から）

大正区には2つの高等学校があり、通学利用が多い駅である。普段の駅は通勤通学時以外は閑散としていて利用者が少ないが、京セラドーム大阪でのイベント時は大変混雑する。
大正区には沖縄県出身者のコミュニティがあり、駅周辺には沖縄料理店が点在する。木津川と道頓堀川は駅の北東で合流し、木津川と尻無川（岩崎運河）に分かれる。
- 京セラドーム大阪（西区） - 北へ700メートル
- 大阪ガス ドームシティガスビル（西区）
- 大正区観光案内所
- 日本郵便
  - 大正郵便局
  - 大正三軒家郵便局
- 近畿労働金庫大正支店
- ほくとクリニック病院
- 多根総合病院
- 大阪市立三軒家西小学校
- 大正橋公園
- 大正橋（大地震両川口津浪記）
- 岩松橋
- 岩崎橋
- 大浪橋

## バス路線
最寄停留所は「大正橋」となる。大阪シティバスが運行しており、主に大正通を経由して大正区各方面へ運行されている。バス乗り場は多数あり、詳しくはこちらを参照。
2014年11月1日からは大阪シティバス（旧大阪市営バスの民営化前）の自主路線としてIKEA鶴浜行のシャトルバスも運行されている。発着のりばは番号ではなく★の記号で示されている。
1998年10月の調査結果では、大正橋停留所の1日の乗車人員（平日）は12,630人である。これは、大阪市営バス（当時）の停留所中、2位である。
| のりば | 系統 | 行先             | 担当             | 備考                             |
| ------ | ---- | ---------------- | ---------------- | -------------------------------- |
| 1      | 87   | 鶴町四丁目       | 鶴町             | 71・94号系統などと経由地が異なる |
| 1      | 98   | 大正区役所前     | 鶴町・酉島       |                                  |
| 2      | 71   | 鶴町四丁目       | 鶴町・住之江     |                                  |
| 2      | 90   | 鶴町四丁目       | 鶴町             |                                  |
| 2      | 91   | 鶴町四丁目       | 鶴町・住之江     |                                  |
| 3      | 70急 | 西船町           | 鶴町・住之江     | 平日ラッシュ時のみ               |
| 3      | 94   | 鶴町四丁目       | 鶴町             | 87・71号系統などと経由地が異なる |
| 4      | 70   | 西船町           | 鶴町・住之江     |                                  |
| 4      | 91急 | 鶴町四丁目       | 鶴町・住之江     | 平日ラッシュ時のみ               |
| 5      | 76   | 地下鉄住之江公園 | 住之江           |                                  |
| 6      | 98   | ドーム前千代崎   | 鶴町・酉島       |                                  |
| 7      | 71   | なんば           | 鶴町・住之江     |                                  |
| 7      | 87   | なんば           | 鶴町             |                                  |
| 8      | 90   | 野田阪神前       | 鶴町             |                                  |
| 9      | 70   | ドーム前千代崎   | 鶴町・住之江     |                                  |
| 9      | 70急 | ドーム前千代崎   | 鶴町・住之江     |                                  |
| 9      | 76   | ドーム前千代崎   | 住之江           |                                  |
| 9      | 91   | ドーム前千代崎   | 鶴町・住之江     |                                  |
| 9      | 91急 | ドーム前千代崎   | 鶴町・住之江     |                                  |
| 9      | 94   | ドーム前千代崎   | 鶴町             |                                  |
| 10     | 51   | 天保山           | 酉島・鶴町       | 途中経由地は異なる               |
| 10     | 60   | 天保山           | 鶴町・酉島・中津 | 途中経由地は異なる               |
| 11     | 51   | ドーム前千代崎   | 酉島・鶴町       |                                  |
| 11     | 60   | なんば           | 鶴町・酉島・中津 |                                  |

## その他
- 福岡県には令和コスタ行橋駅、熊本県には平成駅、神奈川県には昭和駅、長崎県にも大正駅がある。かつては北海道にも大正駅があった。
  - かつては北海道の大正駅と区別するため、乗車券類には大阪市内発着となるものを除いて「（環）大正」と印字していた。
- 2019年4月29日には、「平成最後の昭和の日に大正駅で明治の「R-1」（R1＝令和元年）を飲む」という言葉遊びにかけて、当駅で「R-1」を初めとする明治製品を撮影することが相次ぎ、Twitterにおいてはトレンド1位を取るなど話題となった[16][17]。

## 隣の駅
西日本旅客鉄道（JR西日本）
 大阪環状線
■大和路快速・■関空快速・■紀州路快速・■快速
弁天町駅（JR-O15）- 大正駅（JR-O16）- 新今宮駅（JR-O19）
■区間快速・■直通快速・■普通
弁天町駅（JR-O15）- 大正駅（JR-O16）- 芦原橋駅（JR-O17）
- 2007年5月20日まで、貨物支線（大阪臨港線）への分岐点として、弁天町駅 - 当駅間に境川信号場があった。

大阪市高速電気軌道（Osaka Metro）
 長堀鶴見緑地線
大正駅（N11）- ドーム前千代崎駅（京セラドーム大阪）（N12）

### 記事本文

### 利用状況
1. ↑  データで見るJR西日本 - JR西日本
2. 1 2  大阪府統計年鑑 - 大阪府
3. 1 2  大阪市統計書 - 大阪市
4. ↑  路線別駅別乗降人員 - 大阪市高速電気軌道

#### 大阪府統計年鑑
1. 1 2  大阪府統計年鑑（平成2年） (PDF)
2. ↑  大阪府統計年鑑（平成3年） (PDF)
3. ↑  大阪府統計年鑑（平成4年） (PDF)
4. ↑  大阪府統計年鑑（平成5年） (PDF)
5. ↑  大阪府統計年鑑（平成6年） (PDF)
6. ↑  大阪府統計年鑑（平成7年） (PDF)
7. ↑  大阪府統計年鑑（平成8年） (PDF)
8. ↑  大阪府統計年鑑（平成9年） (PDF)
9. ↑  大阪府統計年鑑（平成10年） (PDF)
10. 1 2  大阪府統計年鑑（平成11年） (PDF)
11. ↑  大阪府統計年鑑（平成12年） (PDF)
12. ↑  大阪府統計年鑑（平成13年） (PDF)
13. ↑  大阪府統計年鑑（平成14年） (PDF)
14. ↑  大阪府統計年鑑（平成15年） (PDF)
15. ↑  大阪府統計年鑑（平成16年） (PDF)
16. ↑  大阪府統計年鑑（平成17年） (PDF)
17. ↑  大阪府統計年鑑（平成18年） (PDF)
18. ↑  大阪府統計年鑑（平成19年） (PDF)
19. 1 2  大阪府統計年鑑（平成20年） (PDF)
20. 1 2  大阪府統計年鑑（平成21年） (PDF)
21. 1 2  大阪府統計年鑑（平成22年） (PDF)
22. 1 2  大阪府統計年鑑（平成23年） (PDF)
23. 1 2  大阪府統計年鑑（平成24年） (PDF)
24. 1 2  大阪府統計年鑑（平成25年） (PDF)
25. 1 2  大阪府統計年鑑（平成26年） (PDF)
26. 1 2  大阪府統計年鑑（平成27年） (PDF)
27. 1 2  大阪府統計年鑑（平成28年） (PDF)
28. 1 2  大阪府統計年鑑（平成29年） (PDF)
29. 1 2  大阪府統計年鑑（平成30年） (PDF)
30. 1 2  大阪府統計年鑑（令和元年） (PDF)
31. 1 2  大阪府統計年鑑（令和2年） (PDF)
32. 1 2  大阪府統計年鑑（令和3年） (PDF)
33. 1 2  大阪府統計年鑑（令和4年） (PDF)
34. 1 2  大阪府統計年鑑（令和5年） (PDF)
35. 1 2  大阪府統計年鑑（令和6年） (PDF)

#### データで見るJR西日本
1. ↑  データで見るJR西日本2014 (PDF)  - JR西日本（ウェイバックマシン）
2. ↑  データで見るJR西日本2015 (PDF)  - JR西日本（ウェイバックマシン）
3. ↑  データで見るJR西日本2016 (PDF)  - JR西日本（ウェイバックマシン）
4. ↑  データで見るJR西日本2017 (PDF)  - JR西日本
5. ↑  データで見るJR西日本2018 (PDF)  - JR西日本
6. ↑  データで見るJR西日本2019 (PDF)  - JR西日本
7. ↑  データで見るJR西日本2020 (PDF)  - JR西日本
8. ↑  データで見るJR西日本2021 (PDF)  - JR西日本
9. ↑  データで見るJR西日本2022 (PDF)  - JR西日本
10. ↑  データで見るJR西日本2023 (PDF)  - JR西日本
11. ↑  データで見るJR西日本2024 (PDF)  - JR西日本

#### 大阪市高速電気軌道
1. ↑  路線別乗降人員 （2013年11月19日（火）交通調査） (PDF)
2. ↑  路線別乗降人員 （2014年11月11日（火）交通調査） (PDF)
3. ↑  路線別乗降人員 （2015年11月17日（火）交通調査） (PDF)
4. ↑  路線別乗降人員 （2016年11月8日（火）交通調査） (PDF)
5. ↑  路線別乗降人員 （2017年11月14日（火）交通調査） (PDF)
6. ↑  路線別乗降人員 （2018年11月13日（火）交通調査） (PDF)
7. ↑  路線別乗降人員 （2019年11月12日（火）交通調査） (PDF)
8. ↑  路線別乗降人員 （2020年11月10日（火）交通調査） (PDF)
9. ↑  路線別乗降人員 （2021年11月16日（火）交通調査） (PDF)
10. ↑  路線別乗降人員 （2022年11月15日（火）交通調査） (PDF)
11. ↑  路線別乗降人員 （2023年11月7日（火）交通調査） (PDF)
12. ↑  路線別乗降人員 （2024年11月12日（火）交通調査） (PDF)